# مزرعه دلی رنگ رشیدی
مزرعه دلی رنگ رشیدی یک منطقهٔ مسکونی در ایران است که در دهستان پشتکوه رستم واقع شده‌است. مزرعه دلی رنگ رشیدی ۱۹ نفر جمعیت دارد.